# 金星2D號
試圖探測金星的金星探測器；也被稱做宇宙21號，因為從1963年起，蘇聯對在低地球軌道的人造衛星賦予宇宙的稱號。由於末端節未能成功將金星2D號推向金星，仍然滯留於低地球軌道。發射3天後，即1963年11月14日，重返大氣層燒毀。